# Szczekociny
Szczekociny este un oraș în Polonia.

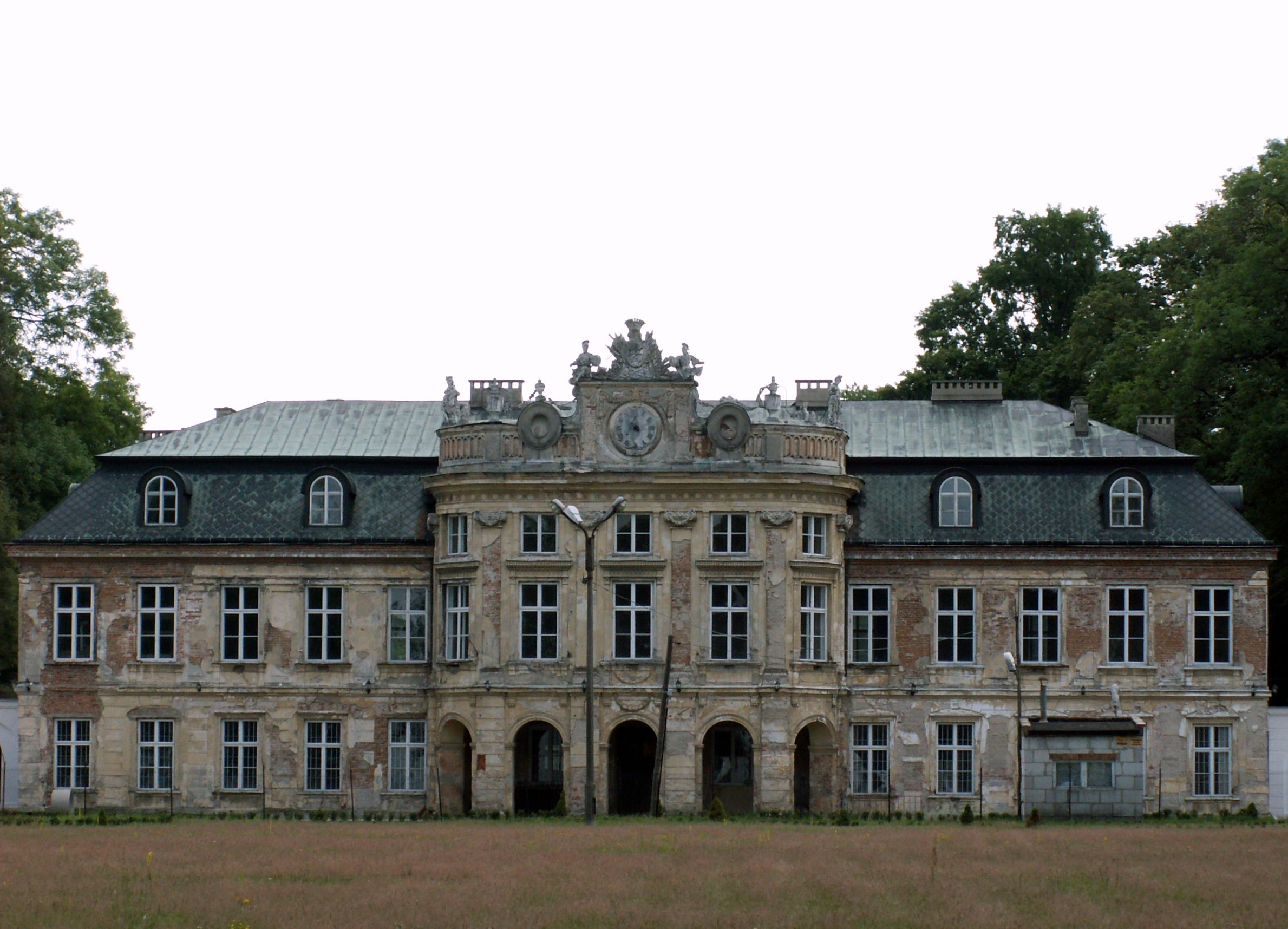
Palace